# سيمون كينغ (طبال)
سيمون كينغ (بالإنجليزية: Simon King)‏ هو طبال بريطاني، ولد في 12 أغسطس 1950 في أكسفورد في المملكة المتحدة.

## وصلات خارجية
- سيمون كينغ على موقع ميوزك برينز (الإنجليزية)
- سيمون كينغ على موقع ديسكوغز (الإنجليزية)